# Gehyra intermedia
Gehyra intermedia är en ödleart som beskrevs av  Brown 1902. Gehyra intermedia ingår i släktet Gehyra och familjen geckoödlor. Inga underarter finns listade i Catalogue of Life.